# ویوالدی ۴۳۳۰
سیارک ۴۳۳۰ (به انگلیسی: 4330 Vivaldi، نامگذاری:1982UJ3) چهار هزار و سیصد و سیمین سیارک کشف شده‌است که در ۱۹ اکتبر ۱۹۸۲ کشف شد.
قدر مطلق سیارک برابر ۱۳٫۶۰ است.